# Dieumerci !
Ne doit pas être confondu avec Dieu merci! ou Dieu Merci !.
Pour plus de détails, voir Fiche technique et Distribution.
Dieumerci ! est une comédie française coécrite et réalisée par Lucien Jean-Baptiste, sortie en 2016. Il a officiellement été sélectionné « hors compétition » en janvier 2016 au Festival international du film de comédie de l'Alpe d'Huez.

## Synopsis
Dieumerci vient de sortir de prison et décide de changer de vie pour réaliser son rêve, devenir comédien. Il s'inscrit alors à des cours de théâtre, grâce au financement des missions d'intérim. Son binôme, Clément, de vingt ans son cadet, est tout le contraire de lui. Dieumerci se voit obligé d'accepter de travailler avec ce jeune et de l'accueillir dans sa chambre d'hôtel. Ensemble, entre galères et répétitions, ils vont apprendre à se connaître et à s'entraider pour pouvoir atteindre la belle étoile…

## Fiche technique
- Titre original : Dieumerci ! On a tous un rêve de gosse
- Réalisation : Lucien Jean-Baptiste
- Scénario : Grégory Boutboul et Lucien Jean-Baptiste
- Décors : Pierre Pell
- Costumes : Laurence Benoît
- Photographie : Colin Wandersman
- Montage : Sahra Mekki
- Son : Benjamin Rosier
- Musique : Fred Pallem
- Producteur Exécutif : Denis Penot
- Production : Aïssa Djabri et Farid Lahouassa
- Société de production : Vertigo Productions
- Société de distribution : Wild Bunch Distribution
- Pays de production :  France
- Langue originale : français
- Format : couleur
- Genre : comédie
- Durée : 95 minutes
- Date de sortie :
  - France : 14 janvier 2016[1] (Festival international du film de comédie de l'Alpe d'Huez) ; 9 mars 2016 (nationale)

## Distribution
- Lucien Jean-Baptiste : Dieumerci
- Baptiste Lecaplain : Clément Dandreville, l'étudiant en droit
- Firmine Richard : la mère antillaise de Dieumerci
- Delphine Théodore : la secrétaire des cours Ventura
- Olivier Sitruk : le professeur de théâtre des cours Ventura
- Michel Jonasz : l'ami avocat de Dieumerci
- Jean-François Balmer : le directeur des cours Ventura
- Oudesh Rughooputh : Jawad, le concierge indien de l'hôtel
- Édouard Montoute : le cuisinier
- Sabine Pakora : la prostituée
- Jacques Frantz : Georges Polito, le patron du chantier de maçonnerie
- Clara Joly Khammes : Mélanie, une stagiaire des cours Ventura
- Noémie Merlant : Audrey, l'ex de Clément
- François Deblock : FX
- Alexis Tomassian : le détenu au bonnet rouge

## Sortie
Après la projection en janvier 2016 au 19e Festival international du film de comédie de l'Alpe d'Huez, Dieumerci ! sort le 9 mars 2016 dans toute la France.

## Nomination
- Festival international du film de comédie de l'Alpe d'Huez 2016 : sélection officielle « Hors compétition »[1]